# Мезембриантемум сердцелистный
Мезембрианте́мум сердцели́стный (лат. Mesembryanthémum cordifólium) — многолетнее травянистое суккулентное растение семейства Аизовые (Aizoaceae). Длинные сочные побеги формируют невысокие плотные маты на горизонтальных и вертикальных поверхностях. Красивые мясистые листья и мелкие многочисленные цветки ярко-розовой окраски, распускающиеся с весны до осени, представляют высокую декоративную ценность, благодаря чему вид введен в культуру на всех континентах, кроме Антарктиды.

## Названия
В русском языке используется биноминальное латинское название, хотя само растение больше известно под устаревшим синонимом аптения сердцелистная. Род Аптения был выделен из мезембриантемумов в качестве самостоятельного в 1925 году, однако, по результатам филогенетических исследований в 1997 году группа ученых под руководством Корнелии Клак предложила вновь отнести все виды аптений к роду Мезембриантемум. Годом позже, другая группа ученых предложила воздержаться от предложенных изменений в классификации до получения более полных и качественных данных, однако, эта позиция не нашла поддержки и изменения были приняты большинством специалистов-ботаников. В настоящее время ранг рода аптения понижен до синонимичного.
Родовое название Mesembrianthemum первоначально образовано от греческих корней μεσημβρία и ἄνθεμον, означающих «полдень» и «цветок». Позднее, когда были открыты виды, раскрывающие цветки ночью, написание было слегка изменено на Mesembryanthemum c использованием слов μεσος — «середина» и ἔμβυον, означающего «зародыш» или «эмбрион». Видовое название cordifolium является сочетанием латинских слов cor (сердце) и folium (лист).
В английском языке мезембриантемум сердцелистный называют baby sun rose, heart-leaf, red aptenia, для Великобритании также характерны бытовые названия — heart-leaved aptenia или heart-leaved midday flower, для США — heartleaf iceplant, dew plant[значимость факта?]. На языках ЮАР растение обозначается как rooi brakvygie или brakvygie (Африкаанс), ibohlololo или uncolozi omncane (язык зулу).

## Биологическое описание
Вечнозеленый быстрорастущий суккулентный полукустарник, обычно маложивущий многолетник со сроком вегетации 2-3 года.
Корневая система мочковатая, корни мясистые, толстые, склонные к загниванию при избытке влаги в почве.
Суккулентные зеленые сочные стебли четырёхгранные или округлые, 30-60 см длиной, ползучие и часто укореняющиеся в узлах. Междоузлия 1-5 см длиной. Шипов и органов крепления к вертикальным поверхностям не имеют. Высота покрова, образуемого побегами, до 25 см.
Листья стеблевые (по всей длине побегов), с выраженным черешком, супротивные (редко очередные), в паре не различаются, прилистники отсутствуют. Листовая пластинка простая, сердцевидной формы (реже ланцетовидной), слегка бугорчатая, но выглядящая ровной, с цельным краем, размеры около 1-3 х 0,5-5 см. На поверхности стеблей и листьев густо расположены влагозапасающие клетки, которые в солнечных лучах придают растениям яркий блеск.
Соцветия пазушные и терминальные, на концах побегов. Цветки одиночные, цветоножка 8-15 мм, прицветники отсутствуют.
Цветки яркие, блестящие, чашевидные. Мелкие или среднего размера, около 1 см. в диаметре. Гипантий конический 6-7 мм, чашечка из 4 неодинаковых чашелистиков 2-5 мм, двух более крупных и листоподобных, и двух зеленых конических. Лепестки, включая лепестковидные стаминодии, числом до 80, 3-4 мм длиной, отогнутые, сросшиеся в нижней части. Окраска от розовой до малиновой. Нектар отсутствует. Тычинки до 50 шт., прямостоячие, белые, 3 мм длиной, соединённые с гипантием. Гинецей из четырёх пестиков, столбик редуцирован, рылец четыре. Завязь нижняя, четырёхкамерная.
Период цветения с весны до осени (в естественном ареале в ЮАР — с августа по апрель). Цветки самоопыляемые, раскрываются только в солнечную погоду, ближе к полудню и в течение нескольких часов после него.
Плод — гигроскопическая коническая коробочка 13-15 мм. с четырьмя камерами, крышечки и крылышки отсутствуют. В каждой камере созревает одно крупное семя черно-коричневой окраски с бугорчатой поверхностью. Присемянники отсутствуют.
Число хромосом: 2n = 18.

## Распространение и экология
Вид является эндемиком ЮАР, где произрастает в районах с летним дождливым сезоном, вдоль прибрежных регионов Восточного Кейпа, встречается также в Квазулу-Натале. Зона произрастания над уровнем моря — от 20 до 800 м. Будучи широко интродуцированным в культуру, во многих регионах растение натурализовалось и в настоящее время встречается в диком виде в Калифорнии, Орегоне и Флориде (США), в Южной Европе и Великобритании, Австралии и прилежащих островах, на Гавайях. В Калифорнии вид включен в список инвазивных сорняков, также признан сорным в Южной и Западной Австралии, в штате Виктория, на острове Тасмания.
Растение требует яркого солнечного освещения или легкой полутени. Отличается засухоустойчивостью и выдерживает высокие температуры. Не переносит морозов, рекомендован для выращивания в открытом грунте до зон морозостойкости USDA 10-11 с минимальными разовыми понижениями температуры от +10°С до −1°С. Предпочитает хорошо дренированные грунты. При недостатке влаги растения сохраняют компактные размеры, при обильном поливе − наращивают избыточную зелёную массу в ущерб цветению.
При выращивании в контейнерах экземплярам необходимо обеспечить достаточный объём грунта в емкостях глубиной 18-20 см. Рекомендуемая кислотность субстрата pH 6.1-7.8 Состав с пониженным содержанием органики, легкий и быстро просыхающий.
Мезембриантемум сердцелистный легко размножается укоренением черенков и семенами. Верхушки побегов или части с несколькими междоузлиями высаживают непосредственно во влажный грунт. Процесс корнеобразования длится около трех недель, когда необходимо поддерживать достаточную влажность грунта. После укоренения полив существенно сокращают. Семена высевают летом.

## Значение и использование
Мезембриантемум сердцелистный используется местным населением в ЮАР в медицинских целях как противовоспалительное средство, в качестве припарок и деодоранта. Народные верования приписывают растению свойства приносить удачу и укреплять любовь, противодействовать злой магии.
Все части растения съедобны и в литературе встречаются рекомендации по использованию молодых побегов для приготовления салатов.
Благодаря мощной разветвленной корневой системе мезембриантемум сердцелистный высаживается на склонах для укрепления почвы.
Привлекательный вид и относительная неприхотливость растения обеспечили ему популярность в качестве декоративной культуры открытого грунта и как комнатного горшечного цветка. Для украшения клумб, альпийских горок, больших горизонтальных и вертикальных поверхностей, в подвесных корзинах, мезембриантемум сердцелистный широко используется в теплых регионах Южной Европы и азиатского Средиземноморья, распространен также в подходящих по условиям климатических областях Австралии, Северной Америки и Африке. Высокая переносимость засоленности почвы делает растение идеальным вариантом для выращивания в пляжной зоне вдоль морского побережья. Устойчивость к бедным органикой субстратам и загазованному воздуху позволяет высаживать этот мезембриантемум на рокариях, каменистых участках, по обочинам дорог и на склонах холмов.

## Классификация

### Таксономия
Вид Мезембриантемум сердцелистный входит в род Мезембриантемум (Mesembryanthemum) семейство Аизовые (Aizoaceae) порядка Гвоздичноцветные (Caryophyllales). В период с 1925 по 1997 год растение выделялось в самостоятельный род Аптения (Aptenia) под названием Аптения сердцелистная, ныне ранг этого рода понижен до синонимичного, все виды отнесены к мезембриантемумам.
|  |                                |  |                                                  |                                                  |                   |  | еще 41 семейство в порядке Гвоздичноцветные (APG IV, 2016) | еще 41 семейство в порядке Гвоздичноцветные (APG IV, 2016) |                                                  |  |  |  | еще 75 видов в роду Мезембриантемум (APG IV, 2016) |
|  |                                |  |                                                  |                                                  |                   |  | еще 41 семейство в порядке Гвоздичноцветные (APG IV, 2016) | еще 41 семейство в порядке Гвоздичноцветные (APG IV, 2016) |                                                  |  |  |  | еще 75 видов в роду Мезембриантемум (APG IV, 2016) |
|  |                                |  |                                                  | порядок Гвоздичноцветные                         |                   |  |                                                            |                                                            | род Мезембриантемум                              |  |  |  |                                                    |
|  |                                |  |                                                  | порядок Гвоздичноцветные                         |                   |  |                                                            |                                                            | род Мезембриантемум                              |  |  |  |                                                    |
|  | отдел Цветковые (APG IV, 2016) |  |                                                  |                                                  | семейство Аизовые |  |                                                            |                                                            | вид сердцелистный                                |  |  |  |                                                    |
|  | отдел Цветковые (APG IV, 2016) |  |                                                  |                                                  | семейство Аизовые |  |                                                            |                                                            |                                                  |  |  |  |                                                    |
|  |                                |  | ещё 63 порядка цветковых растений (APG IV, 2016) | ещё 63 порядка цветковых растений (APG IV, 2016) |                   |  |                                                            | еще 145 родов в семействе Аизовые (APG IV, 2016)           | еще 145 родов в семействе Аизовые (APG IV, 2016) |  |  |  |                                                    |
|  |                                |  |                                                  | ещё 63 порядка цветковых растений (APG IV, 2016) |                   |  |                                                            |                                                            | еще 145 родов в семействе Аизовые (APG IV, 2016) |  |  |  |                                                    |

### Сорта
В культуре популярен культивар «Ред Эппл» (англ. Red Apple — «Красное Яблоко»), отличающийся от мезембриантемума сердцелистного более крупными размерами всех частей растения, овальной формой листьев и ярко-красным тоном лепестков в отличие от розово-малиновой гаммы природных экземпляров. «Рэд Эппл» является межвидовым гибридом, выведенным при скрещивании м. сердцелистного и м. Хекеля.
При семенном размножении гибрида «Рэд Эппл» получена белоцветковая форма, встречающаяся под названием «Санни Сью» (англ. Sunny Sue). У данного растения окраску лепестков определяют гены мезембриантемума Хекеля с цветками от белой до кремово-желтой окраски.
Также выращивается пестролистная (вариегатная) форма мезембриантемума сердцелистного. Она отличается более мелкими размерами, чем исходный вид, и имеет выраженную неровную белую или кремовую окантовку серо-зеленых листьев, занимая до половины площади листовой пластинки. В ботанической классификации эта форма отдельно не выделяется, растение является культурным сортом. В каталогах питомников встречается под названием «Кристал» (англ. Crystal). Растение часто упоминается под названием доротеантуса «Мизу Ред» (англ. Dorotheanthus 'Mezoo Red'), хотя никоим образом не относится и не могло относится к роду доротеантусов.